# Kunstjahr 1769
Liste der Kunstjahre

◄◄ | ◄ | 1765 | 1766 | 1767 | 1768 | Kunstjahr 1769 | 1770 | 1771 | 1772 | 1773 | ►

Weitere Ereignisse
Dieser Artikel behandelt das Kunstjahr 1769.

## Ereignisse

### Architektur
1769 wird nach einjähriger Bauzeit der Antikentempel im westlichen Teil des Parks Sanssouci in Potsdam eröffnet. Friedrich der Große ließ diesen kleinen Rundtempel zur Aufbewahrung seiner Sammlung antiker Kunstgegenstände, Münzen und Gemmen von Carl von Gontard in der Nähe des Neuen Palais nördlich der Hauptallee errichten. Er gehört mit seinem Pendant, dem in einer Achse südlich der Allee erbauten Freundschaftstempel, zu den frühesten klassizistischen Gebäuden in Deutschland.

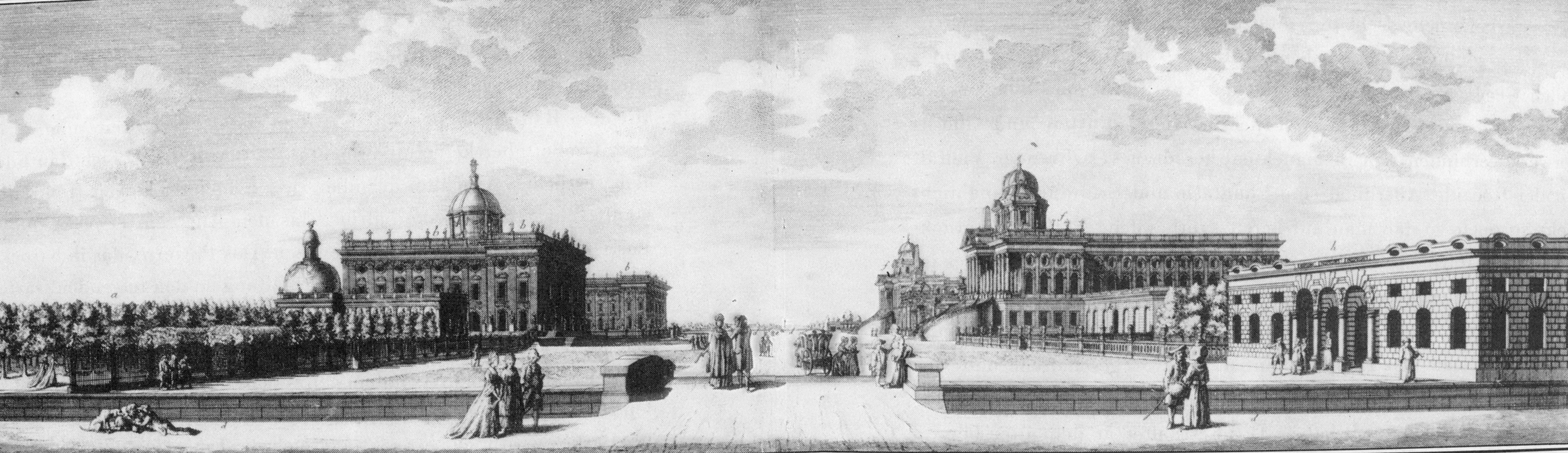
Neues Palais und Communs von Norden, um 1770

Das am Ende des Siebenjährigen Krieges an der Westseite des Parks Sanssouci in Potsdam begonnene Neue Palais wird nach sechsjähriger Bauzeit fertiggestellt. Es gilt als letzte bedeutende Schlossanlage des Barocks in Preußen.

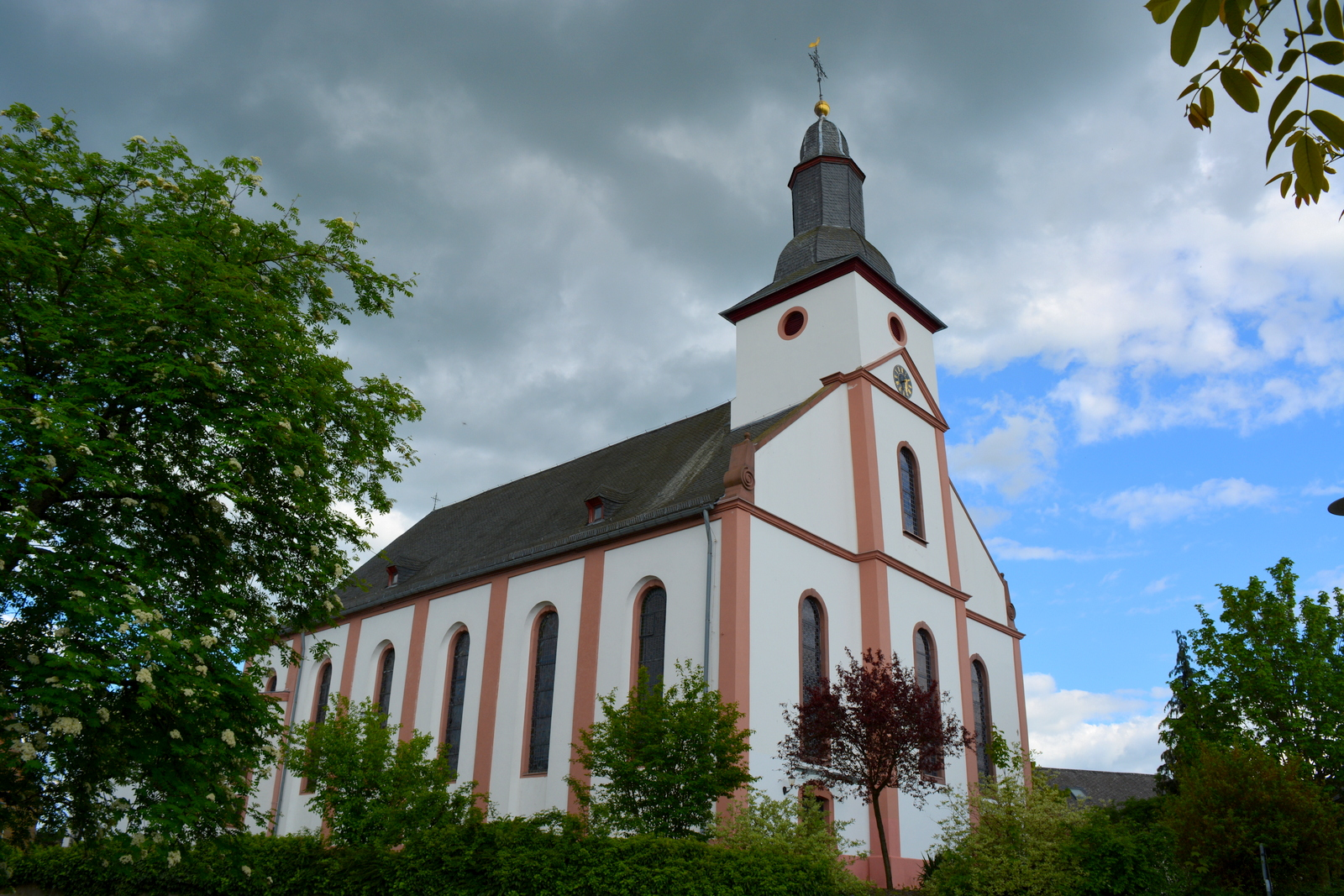
Pfarrkirche Mittelstrimmig
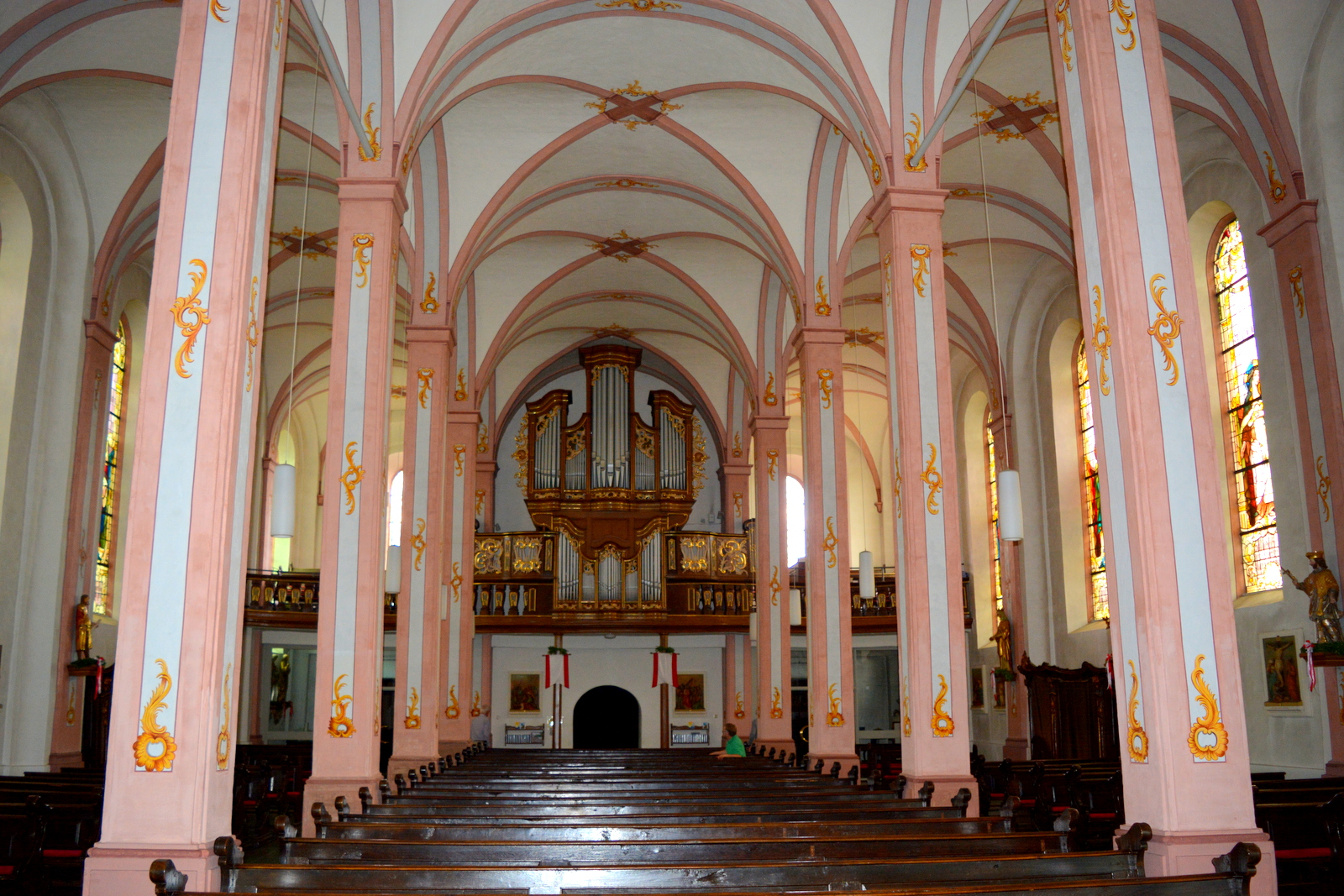
Pfarrkirche Mittelstrimmig, Inneres

Nach dreijähriger Bauzeit wird die Pfarrkirche St. Philippus & Jakobus in Mittelstrimmig (Hunsrück) fertiggestellt.

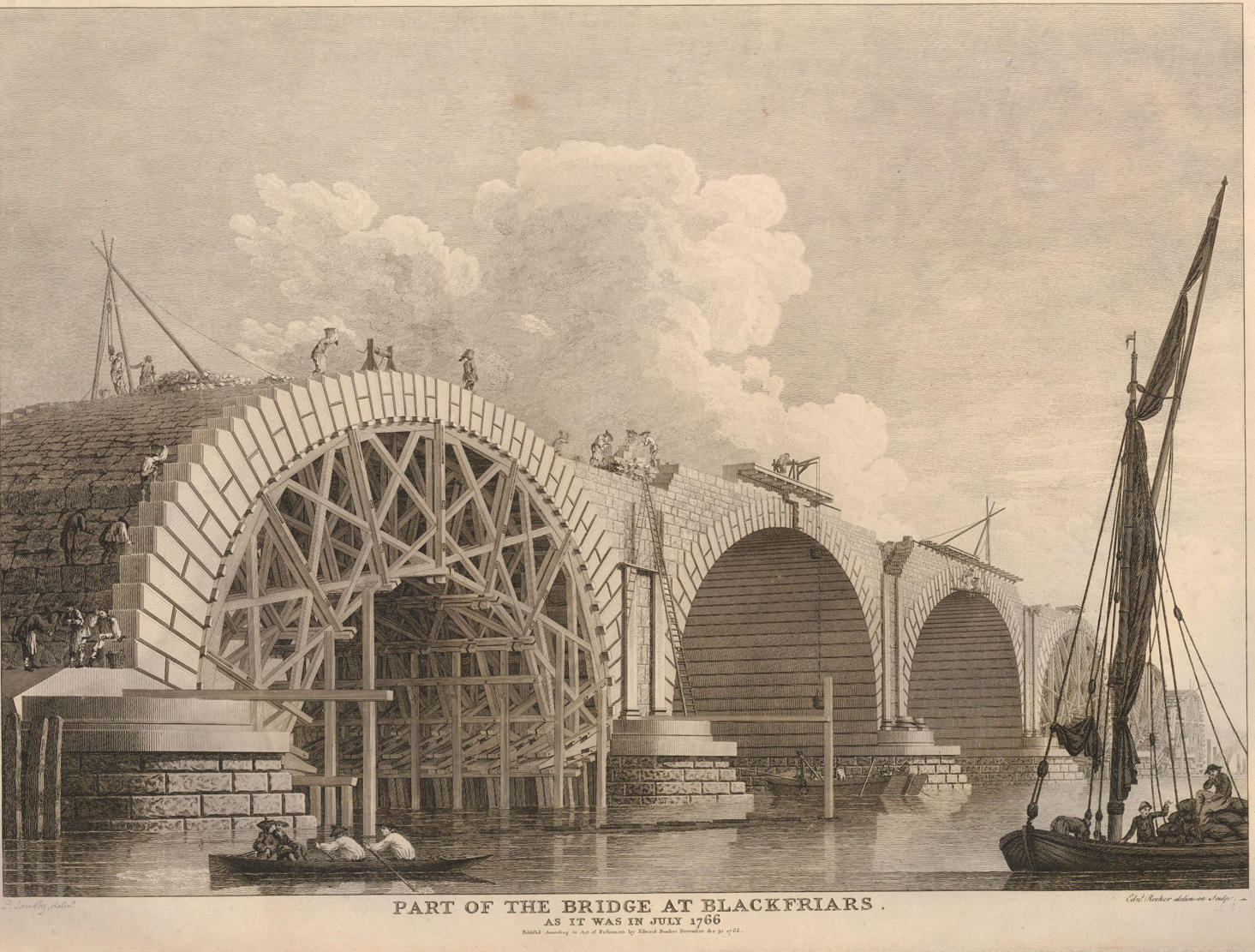
Blackfriars Bridge im Bau 1766
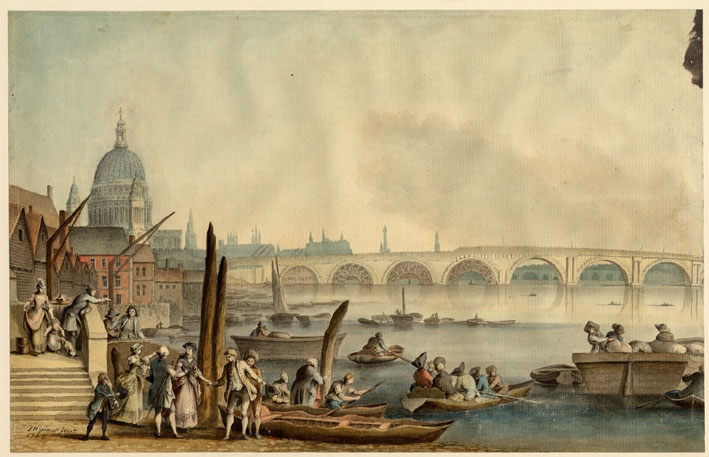
Blackfriars Bridge 1768

Nach neunjähriger Bauzeit wird die von Robert Mylne errichtete Blackfriars Bridge über die Themse in London eröffnet.

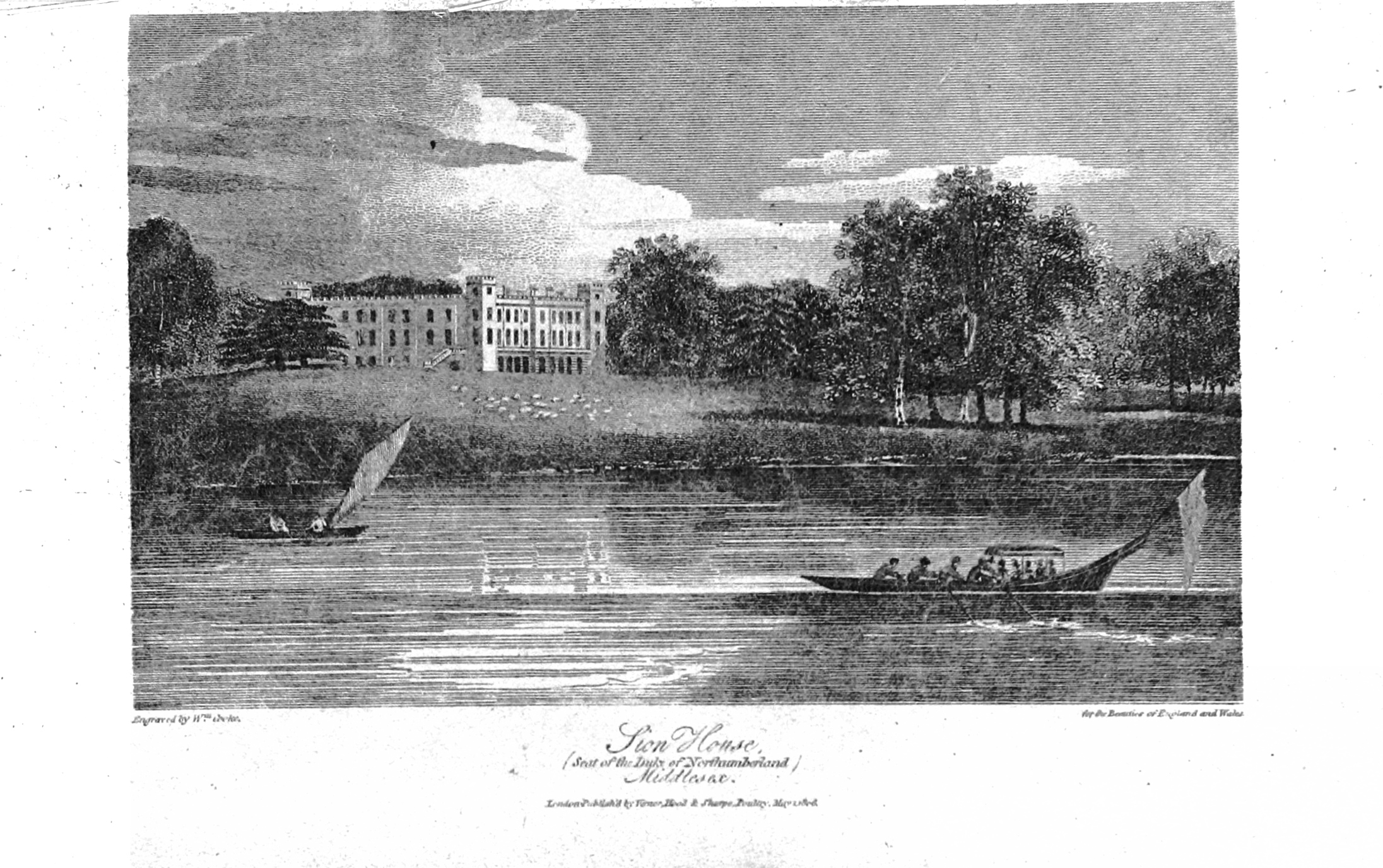
Syon House nach dem Umbau
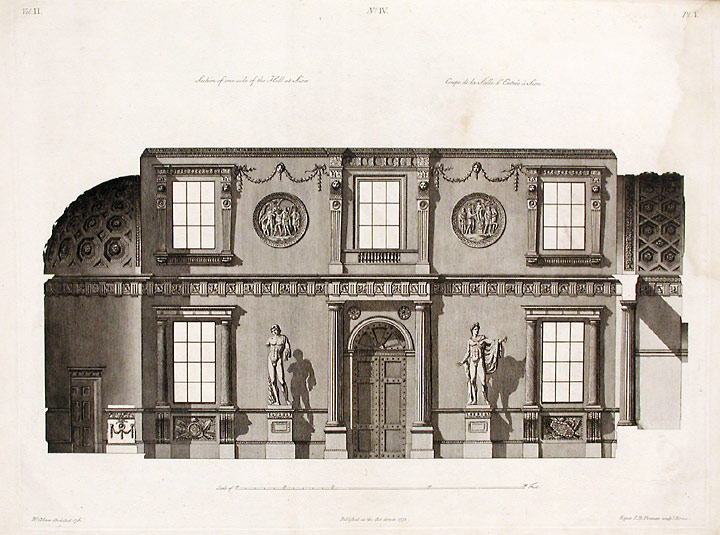
Halle im Syon House

Nach nur drei Jahren wird der Umbau des Syon Park House Estate im Stil des Klassizismus nach Plänen von Robert Adam, dem Vater des britischen Klassizismus und Hauptvertreter des Adamstils, aus Kostengründen eingestellt.

### Malerei und Bildhauerei

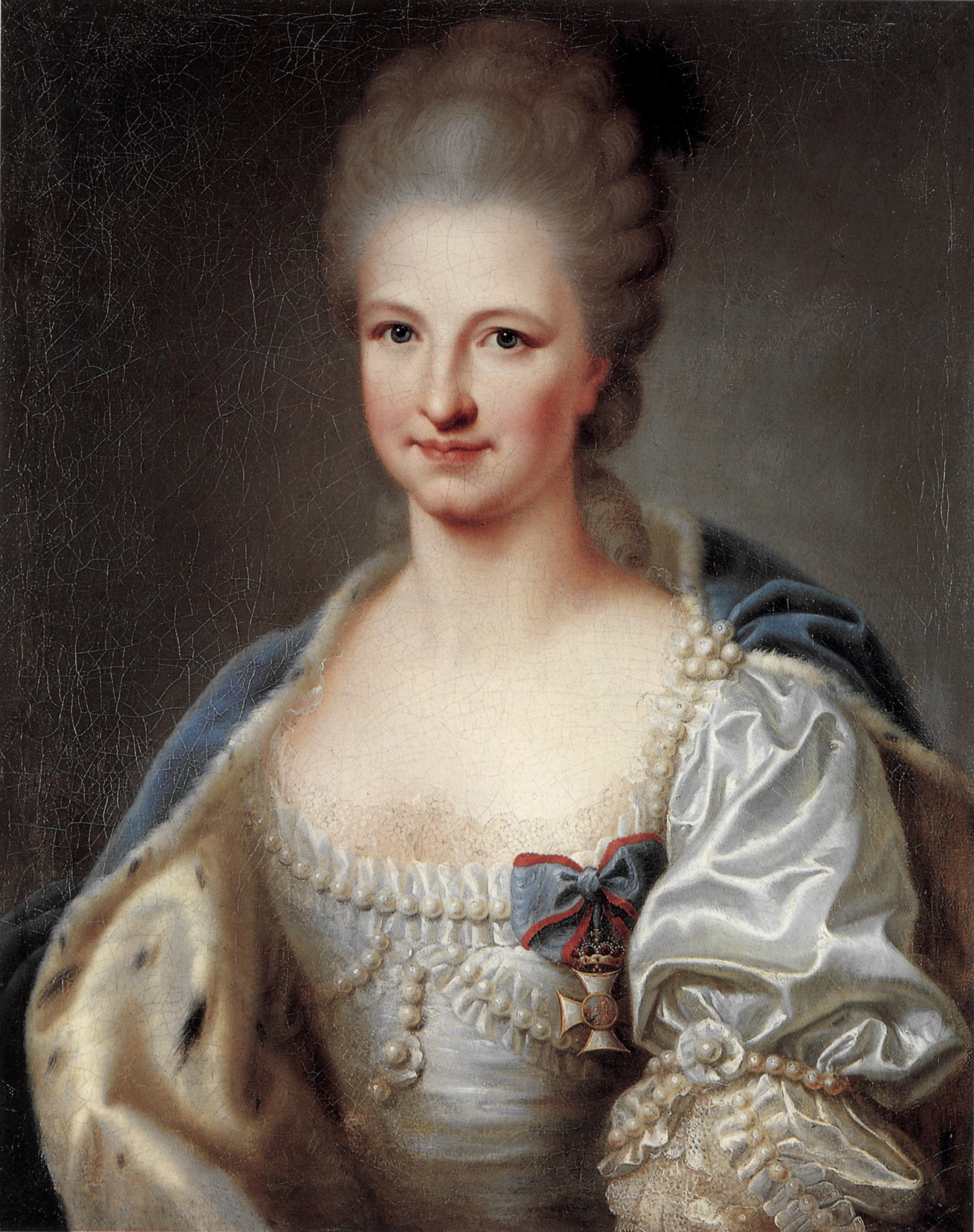
Heinrich Carl Brandt: Maria Amalie von Birkenfeld-Zweibrücken-Rappoltstein.
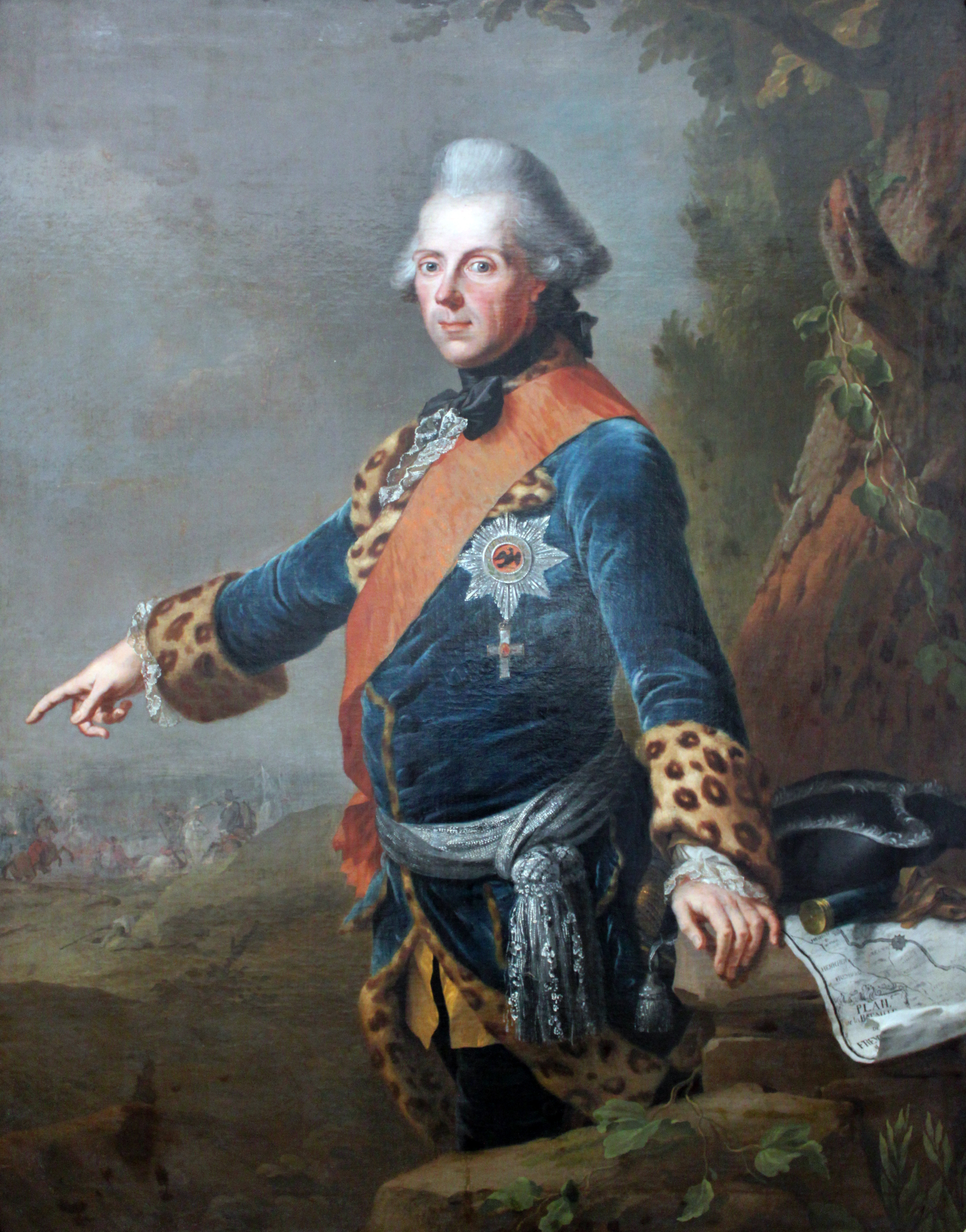
Johann Heinrich Tischbein der Ältere: Porträt des Prinzen Heinrich von Preußen.
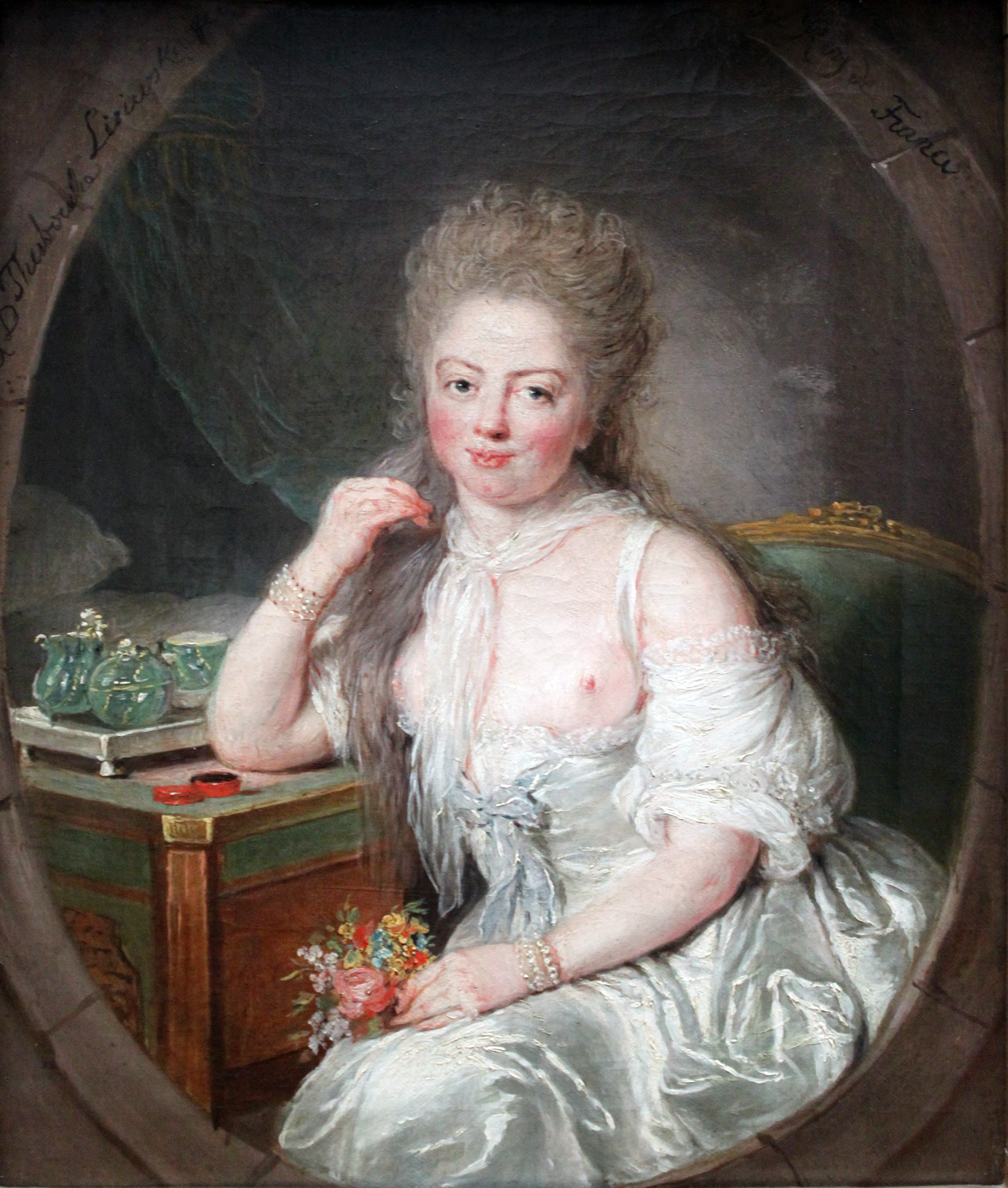
Anna Dorothea Therbusch: Junge Frau im Negligé.

- Der 45-jährige Heinrich Carl Brandt malt die Pfalzgräfin Maria Amalie von Birkenfeld-Zweibrücken-Rappoltstein als Braut (die spätere Königin von Sachsen).
- Der 47-jährige Johann Heinrich Tischbein der Ältere malt den Prinzen Heinrich von Preußen.
- Die 48-jährige Anna Dorothea Therbusch malt das Ölgemälde Junge Frau im Negligé.

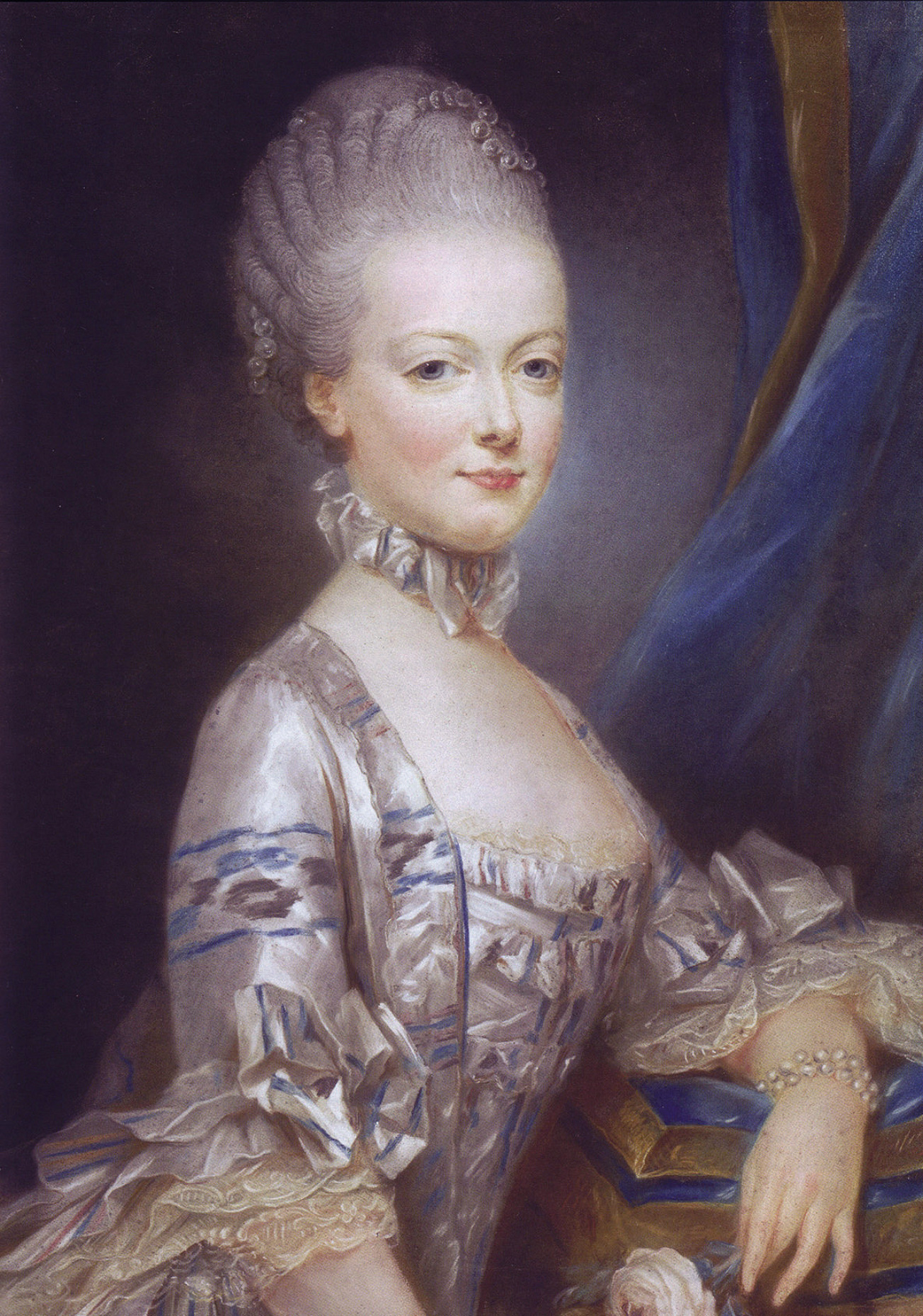
Joseph Ducreux: Maria Antonia von Österreich
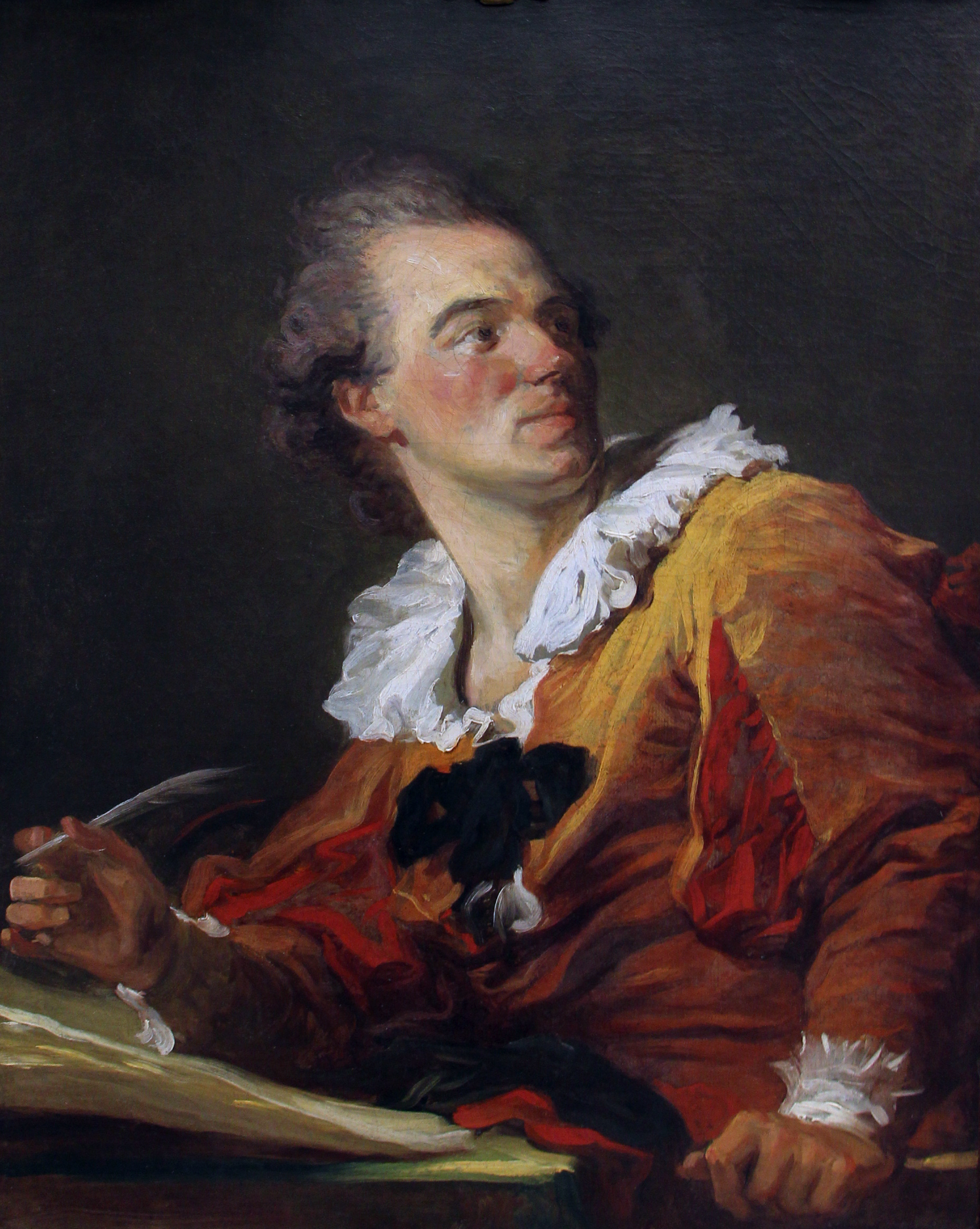
Jean-Honoré Fragonard: Inspiration.
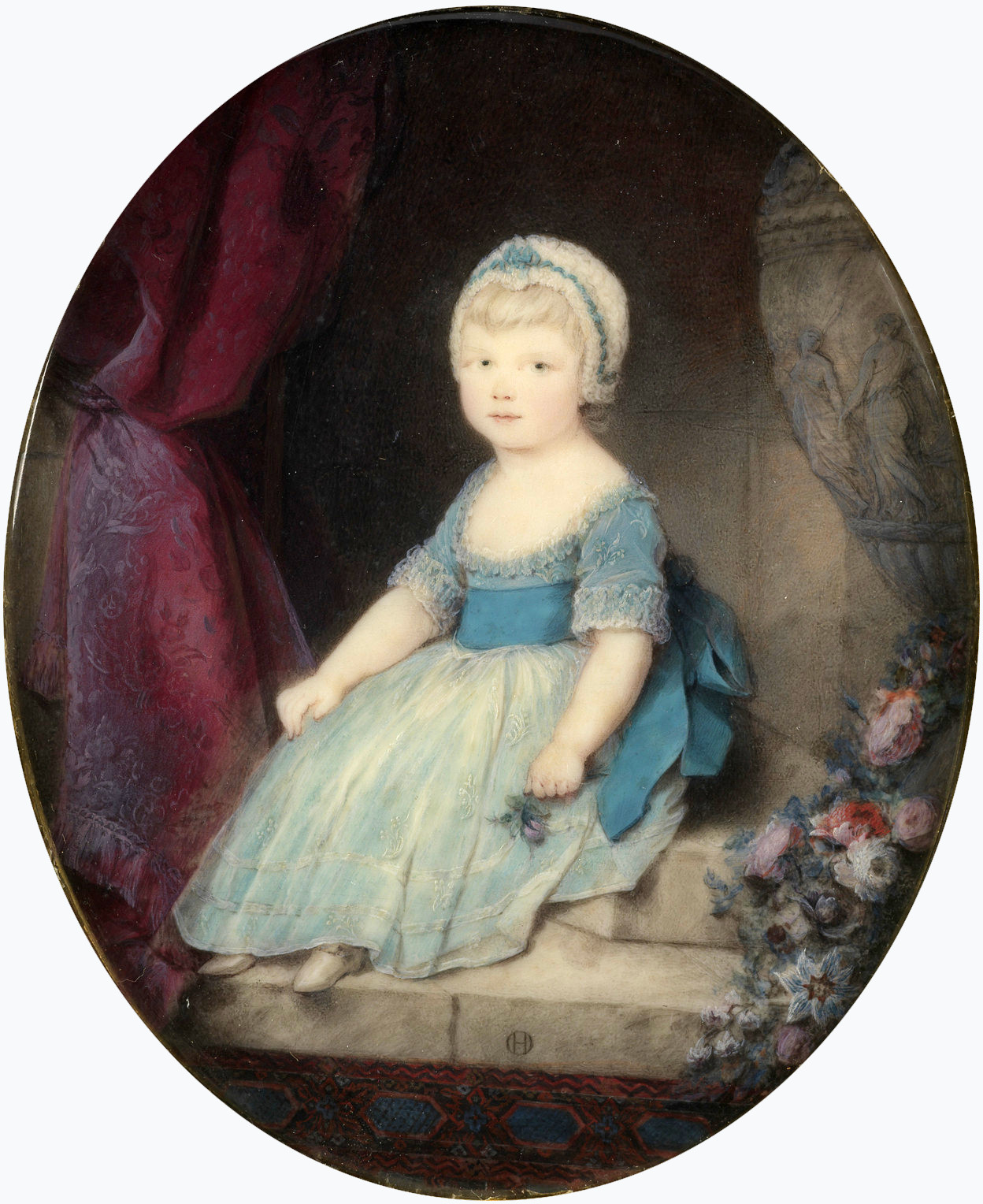
Ozias Humphry: Princess Royal Charlotte.

- Der 34-jährige Joseph Ducreux malt die Erzherzogin Maria Antonia von Österreich, die spätere Königin von Frankreich, in Pastell auf Pergament.
- Der 37-jährige Jean-Honoré Fragonard malt das Ölgemälde Inspiration (deutsch: Der Dichter).
- Der 27-jährige Ozias Humphry malt eine Miniatur der Prinzessin Charlotte mit Wasserfarben auf Elfenbein.

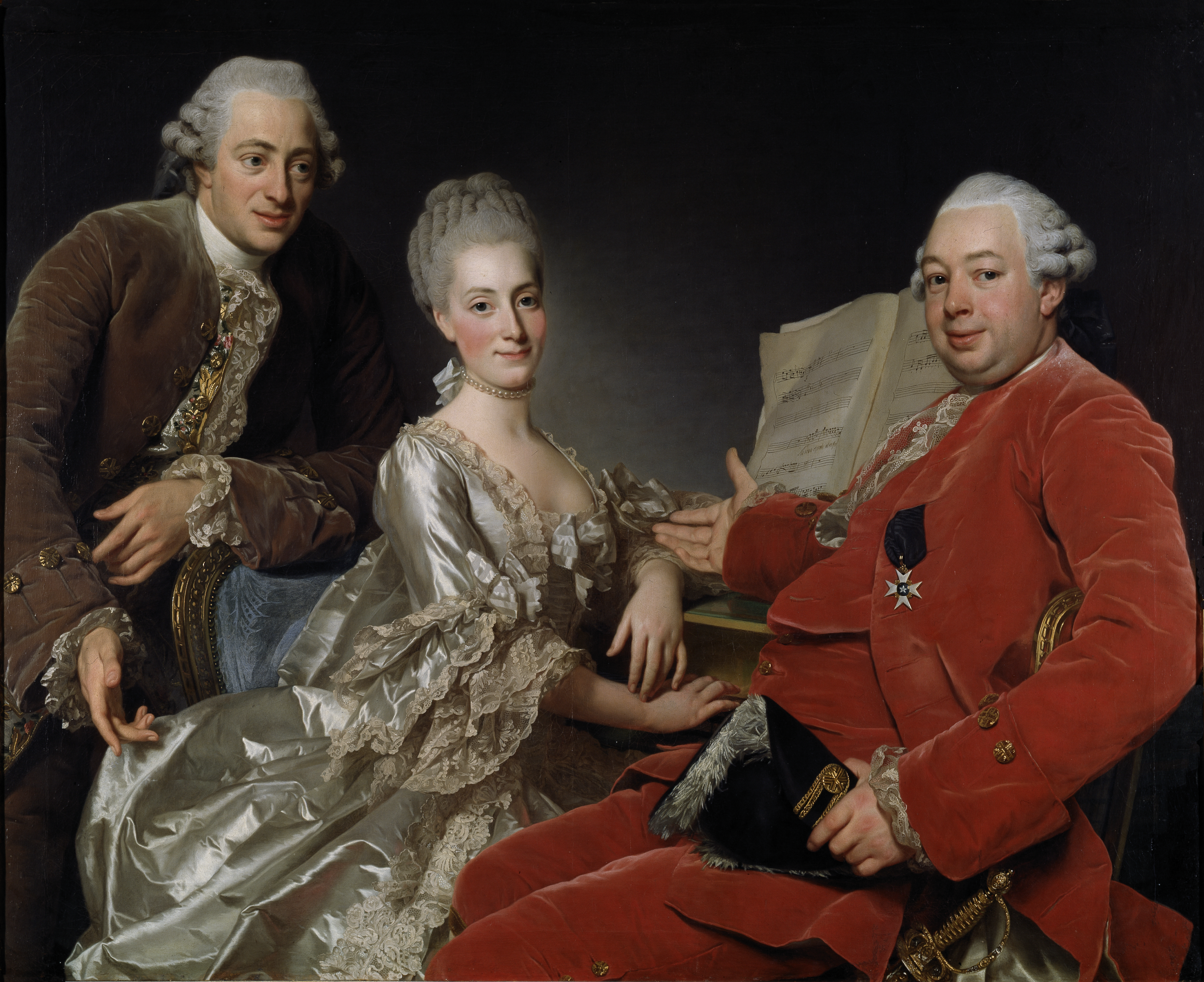
Alexander Roslin: John Jennings.
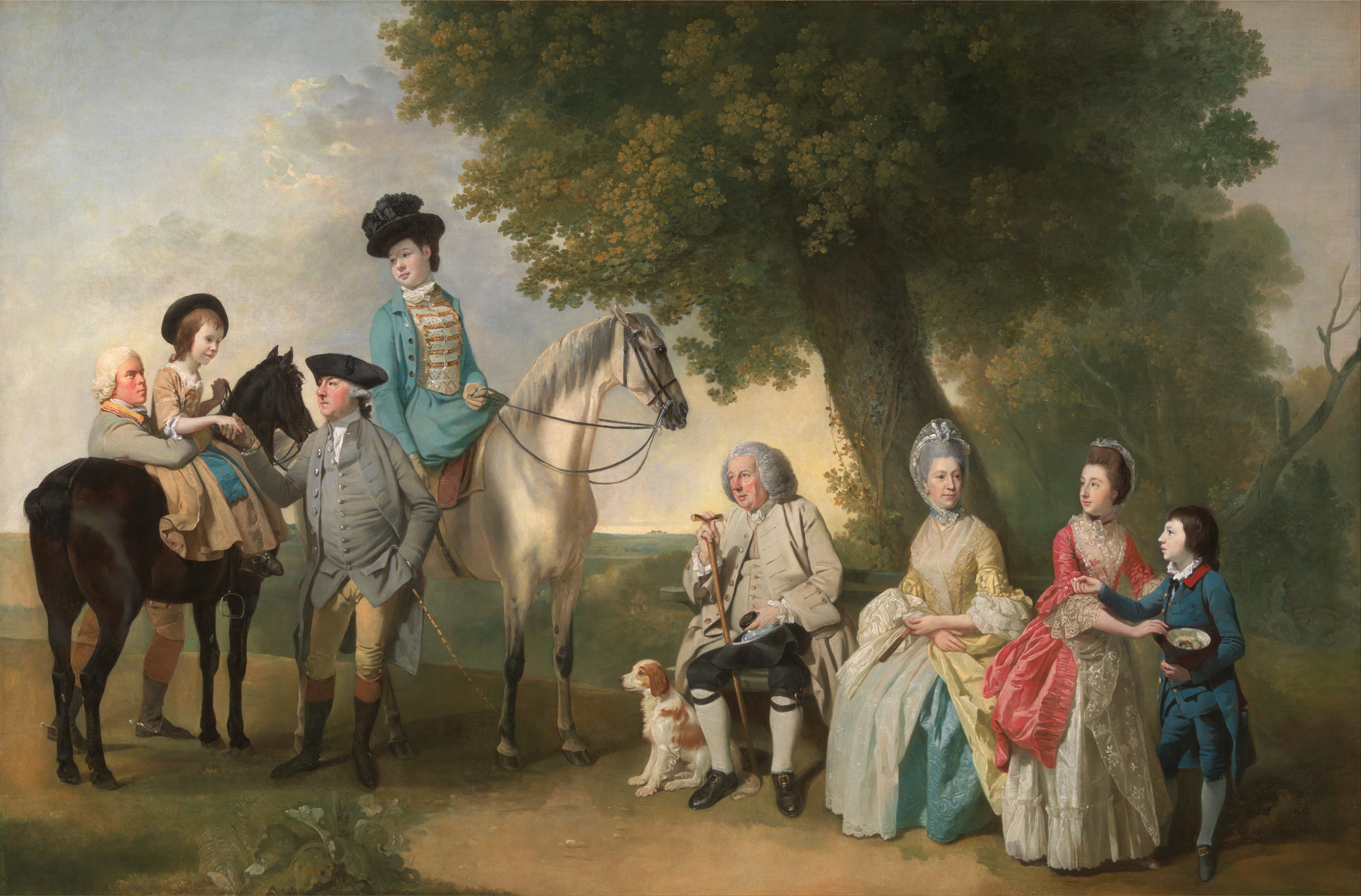
Johann Zoffany: The Drummond Family

- Der 51-jährige Alexander Roslin malt ein Ölgemälde des schwedischen Hofmarschalls  John Jennings und seiner Geschwister.
- Der 36-jährige Johann Zoffany malt das Ölgemälde The Drummond Family

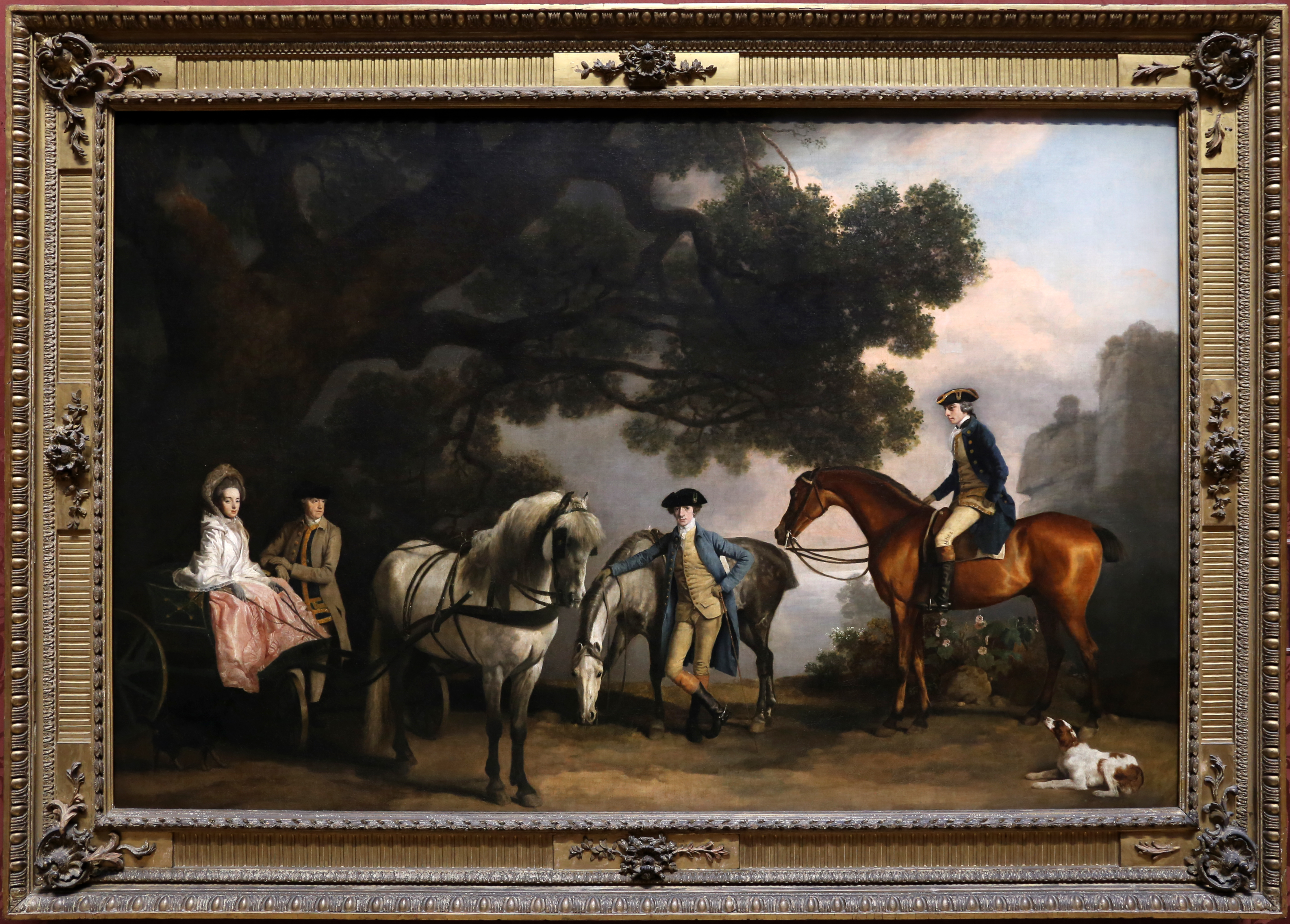
George Stubbs: The Milbanke and Melbourne Families.
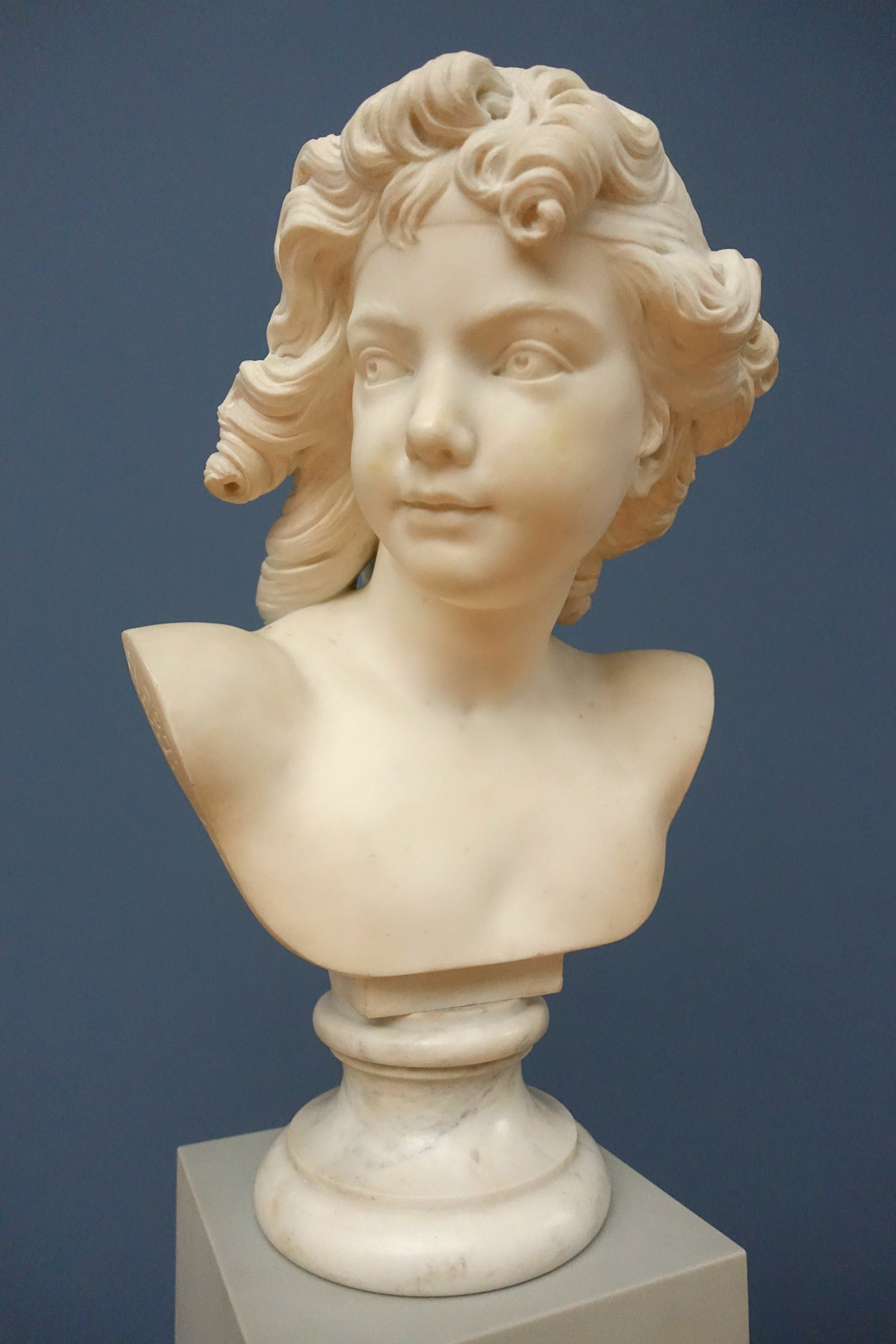
Antoine Tassaert: Cupido.

- Der 45-jährige George Stubbs malt das Ölgemälde The Milbanke and Melbourne Families.
- Der 42-jährige Antoine Tassaert erstellt die Marmorskulpturen L'Amour prêt à lancer un trait und Cupido.
- Der 30-jährige Christopher Hewetson fertigt die Marmorbüsten von Charles Townley und von Sir Watkin Williams-Wynn, 4th Baronet.

### Sonstiges
- 23. August: Die Malerin Adélaïde Labille heiratet im Alter von zwanzig Jahren den Steuerbeamten Guiard.
- Der 46-jährige Joshua Reynolds, erster Direktor der Royal Academy of Arts, wird von König Georg III. für seine Verdienste geadelt.

## Geboren

### Geburtsdatum gesichert
- 01. Januar: Johann Caspar Rahn, Schweizer Kunstmaler und Zeichenlehrer († 1840)
- 08. Januar: Pietro Benvenuti,  italienischer Porträt- und Historienmaler des Klassizismus († 1844)
- 31. Januar: Henry Howard, englischer Historien- und Bildnismaler († 1847)
- 13. April: Thomas Lawrence, britischer Maler († 1830)
- 01. Juli: Giovanni Salucci, italienischer Architekt († 1845)
- 04. August: Wassili Stassow, russischer Baumeister († 1848)
- 11. September: Johann Erdmann Hummel, deutscher Maler († 1852)
- 19. September: George Raper, britischer Marineoffizier und Illustrator († 1796)
- 23. Oktober: James Ward, britischer Maler († 1859)
- 22. Dezember: Franz Abart, Südtiroler Bildhauer († 1863)
- 23. Dezember: Martin Archer Shee, aus Irland stammender Porträtmaler, Präsident der britischen Royal Academy of Arts († 1850)

### Genaues Geburtsdatum unbekannt
- Karel Postl, tschechischer klassischer Landschaftsmaler, Zeichner und Graphiker († 1813)
- Utagawa Toyokuni, Meister des japanischen Farb-, Holzschnitts und der Malerei im Stil des ukiyo-e († 1825)

## Gestorben
- 07. Januar: Johann Thomas Wagner, deutscher Bildhauer (* 1691)
- 09. Februar: Johann Georg Trautmann, deutscher Maler und Grafiker (* 1713)
- 22. März: Jean-Charles François, französischer Kupferstecher und Radierer (* 1717)
- 11. Mai: Francesco Carlo Rusca, Schweizer Maler und Porträtist (* 1693)
- 31. Mai: Francesco Fontebasso, italienischer Maler des späten Barock und des Rokoko (* 1707)
- 17. August: Giuseppe Bazzani, italienischer Maler (* 1690)
- 13. Oktober: Vito D’Anna, einer der wichtigsten Maler des Rokoko auf Sizilien (* 1718)

- Hakuin Ekaku, japanischer Lehrer, Maler und Kalligraphie-Meister (* 1686)